# エーミール・パウア

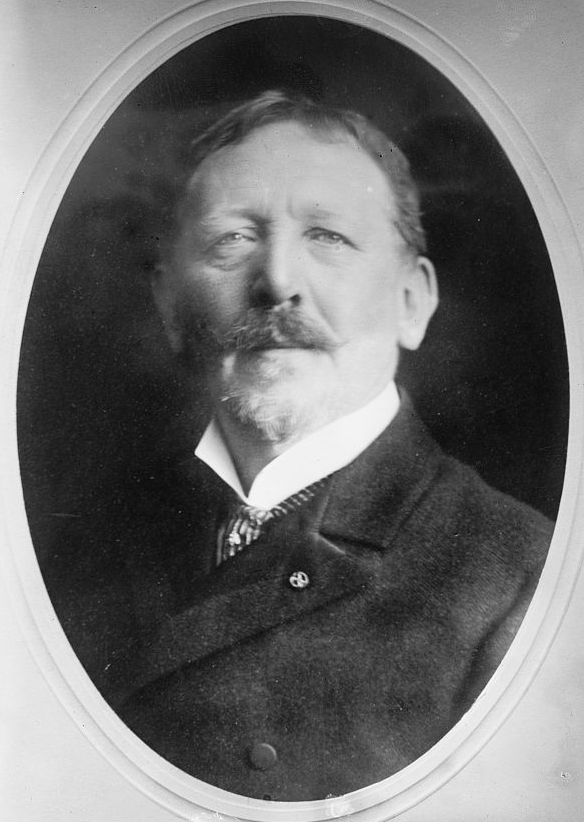
エーミール・パウア

エーミール・パウア（Emil Paur, 1855年7月19日 – 1932年7月7日）はオーストリアの指揮者・楽長。ドイツやアメリカ合衆国で活躍した。エミル・パウアとも表記される。

## 経歴
かつてのオーストリア帝国領（現在はウクライナ領）チェルノヴィッツに生まれ、ウィーンで教育を受けた後、カッセルやケーニヒスベルク、ライプツィヒで指揮者を務める。後に渡米してボストン交響楽団やニューヨーク・フィルハーモニー管弦楽団、ピッツバーグ交響楽団の指揮者を歴任した。その後はドイツに戻り、ベルリン国立歌劇場を指揮。チェコスロバキアのミーステクにて永眠。パウアーは、当時は気軽に聞けないと見做されていたブラームスの作品を好むなど、生真面目な指揮者として通っていた。